# 피터 맥스웰 데이비스

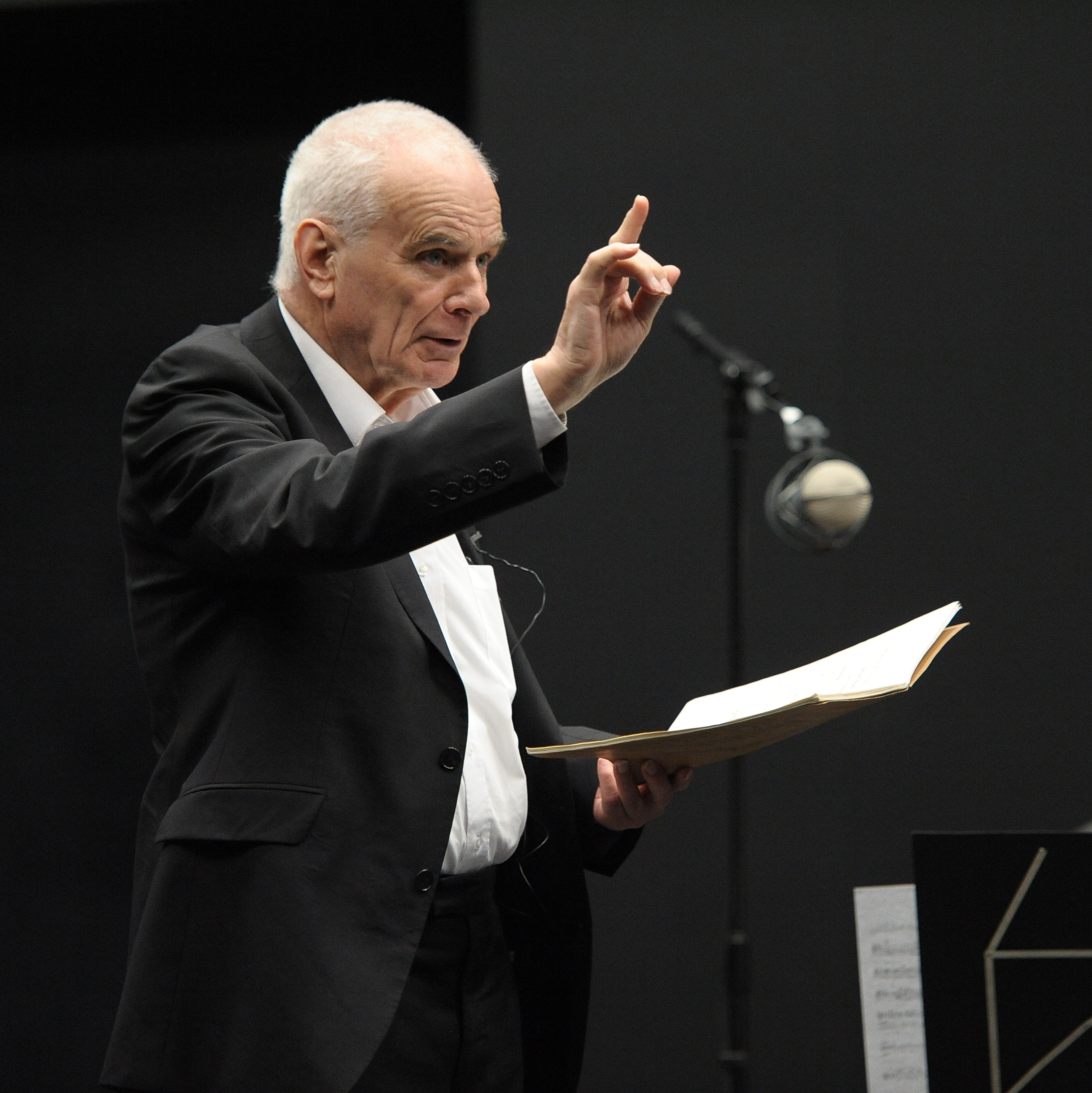
피터 맥스웰 데이비스 (2012년)

피터 맥스웰 데이비스 경(영어: Sir Peter Maxwell Davies, CH, CBE, 1934년 9월 8일 ~ 2016년 3월 14일)은 영국의 작곡가이자 지휘자이다.
4살 때 길버트와 설리번의 오페라 《The Gondoliers》를 감상한 것을 계기로 작곡가의 꿈을 키웠고, 맨체스터 대학교 음악원에 입학했다. 그 뒤 벤저민 브리튼과 에런 코플런드의 도움으로 프린스턴 대학교 펠로우십에 선발되었으며 고프레도 페트라시, 올리비에 메시앙, 밀턴 배빗 등 세계 유수의 작곡가들로부터 교육을 받았다.
이후 지휘자로서 활발히 활동하는 한편, 피아노 곡 '스토롬네스에게 작별'로 알려진 것 외에 10개의 교향곡과 실내 오페라 '등대' 등 약 300곡의 작품을 남겼다.
1965년부터 1년간 호주의 애들레이드 대학교 음악원(Elder Conservatorium of Music, University of Adelaide) 상주작곡가를 지냈다. 영국으로 돌아온 뒤로는 세인트매그너스 음악 축제(St Magnus Festival)를 창설하고 다팅턴 국제 하계 음악학교(Dartington International Summer School)를 맡는 등, 여러 단체의 예술 감독 및 음악 감독을 지냈다.
1992년부터 2002년까지는 로열 필하모닉 오케스트라의 부지휘자 겸 작곡가로 활동했으며 필하모니아 오케스트라, 클리블랜드 오케스트라, 보스턴 심포니 오케스트라, 라이프치히 게반트하우스 관현악단 등을 객원 지휘했다.
2004년 영국 왕실 악단장(Master of the Queen's Music)에 임명되었고, 2014년까지 역임했다. 2016년 스코틀랜드 북부 오크니 제도의 자택에서 백혈병으로 사망하였다.

## 서훈
- 1981년 대영 제국 훈장 3등급(CBE) 수훈[2]
- 1987년 기사작위(Knight Bachelor) 서임[3]
- 2014년 컴패니언 오브 아너(CH; Order of the Companions of Honour)[4]